# Avenches
Avenches é a capital da comuna suíça do mesmo nome do cantão Vaud, situada no Distrito de Broye-Vully. A 480 m de altitude encontra-se numa colina isolada na encosta Sul da planície de "la Broye", a 17 km Noroeste de Friburgo. Esta foi uma das comunas do Cantão de Vaud que foram modificadas com a fusão de comunas. Com uma superfície de 17,58 km2, e uma população de 3 092 hab/km2, Avanches é considerada uma comuna média do cantão

## Geografia
Avenches tem a Norte uma margem de 1,5 km com o Lago de Morat. O território compreende uma porção de planície intensamente cultivada e pois com 17.56 Km2 de superfície mais de 63 % são terrenos agrícolas, enquanto a parte construída ou de infra-estructuras é de 19.6  e 15,8 % é floresta.
Demograficamente a curva seria ondulada com um máximo de 1 952 habitantes em 1900, uma descida aos valores de 1860 com cerca de 1 720 habitantes e uma ligeira subida para 2 235 em 1970. Em 2000 o censo da contabilizou 2 544 habitantes. 73,3 % é francófona, 12,9 % fala o alemão e a terceira língua é português com 6.0 % da população

## História
Avêntico foi um importante posto avançado do Império Romano nos território que hoje formam a Suíça, e ainda mais importante do que  Martigny a romana. O anfiteatro mostra a importância da localidade e a sua capacidade justifica os valores avançados de uma população de cerca de 200 000 pessoas.

### Monumentos
Avenches possui os seguintes monumentos protegidos e inscritos no Inventário Suíço dos bens culturais de importância nacional e regional:
- a cidade romana de Avêntico
- a Torre do Bispada, à entrada do anfiteatro e onde se encontra o Museu Romano de Avenches
- o Anfiteatro de Avanches
- a igreja reformada de Santa Madalena
- o  Castelo de Avenches

## Manifestações
Desde 1995 que anualmente o Anfiteatro de Avanches é o quadro do Festival de Ópera de Avanches que tem lugar em Julho. Em Agosto é o Rock Oz'Arènes, e em Setembro o Aventicum Musical Parade.
O Equus Helveticus tem lugar em Setembro na coudelaria do Intitulo Equestre Nacional de Avenches (IENA)

## Imagens
Diferentes imagens em Avenches Tourisme  clicando nos números de 1 a 5

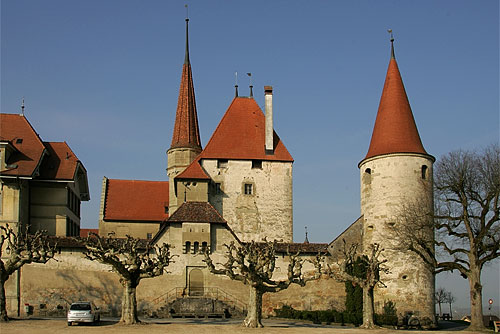
Castelo de Avenches
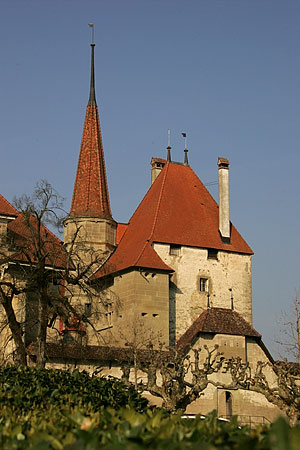
Detalhe
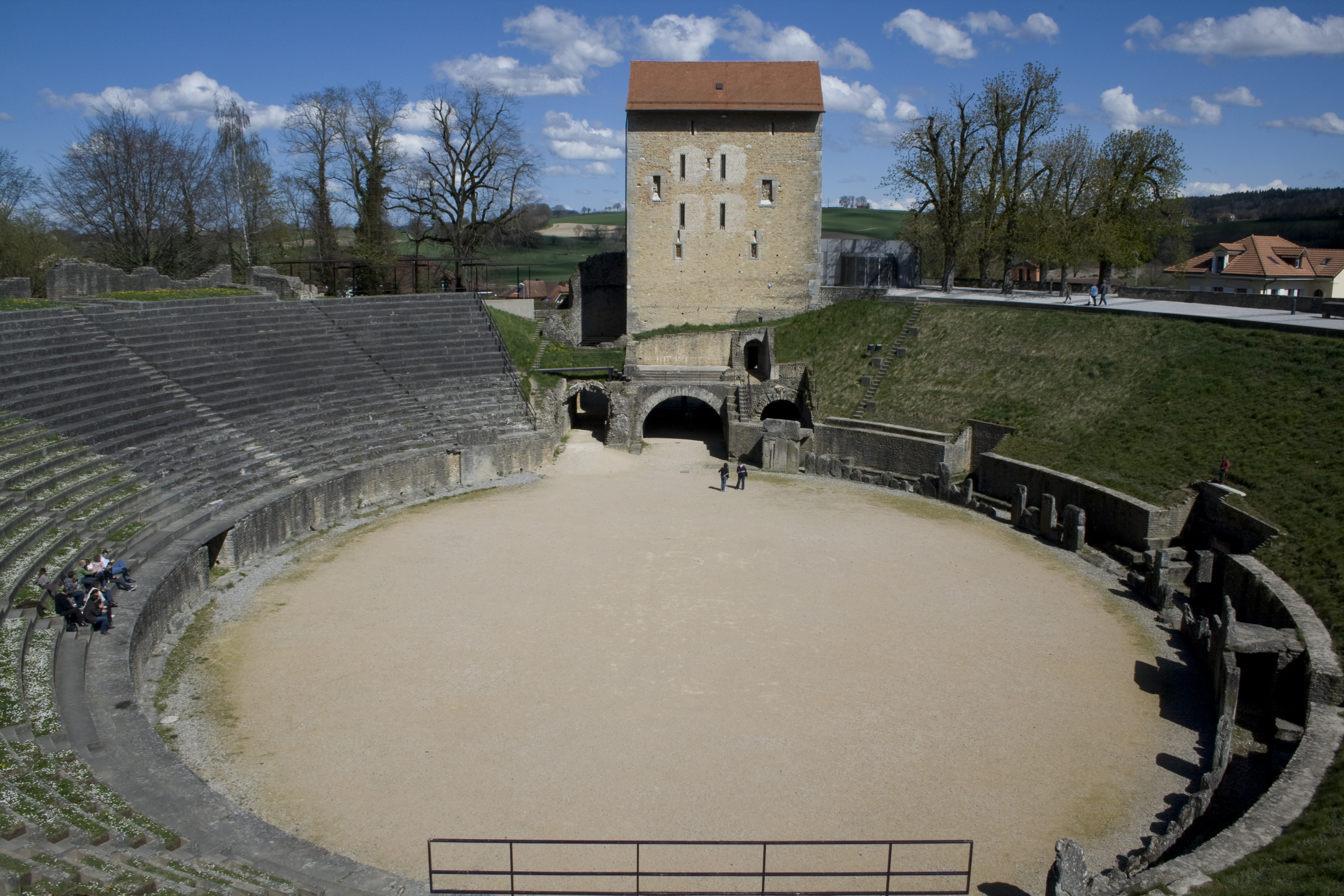
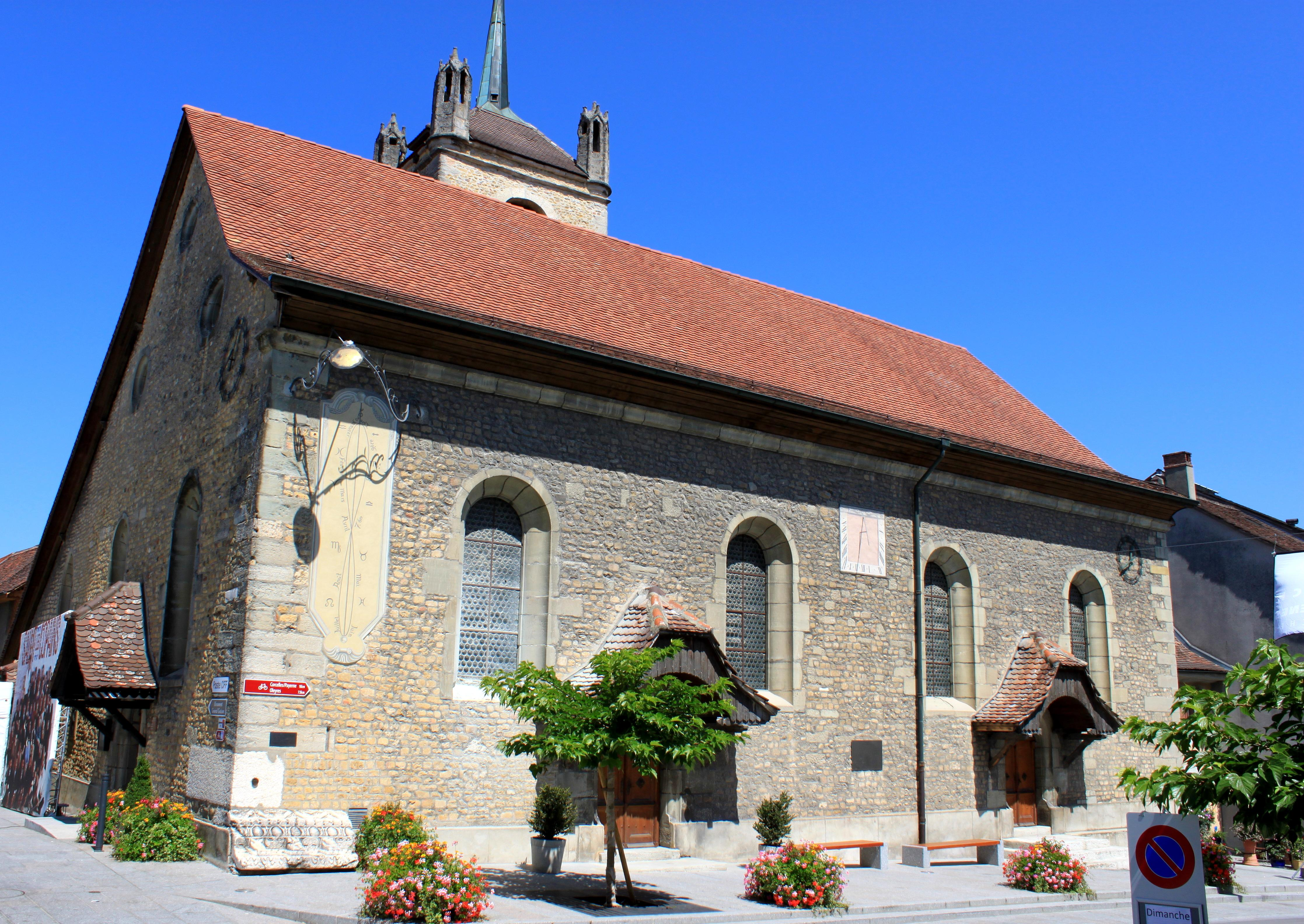
Igreja de Santa Madalena
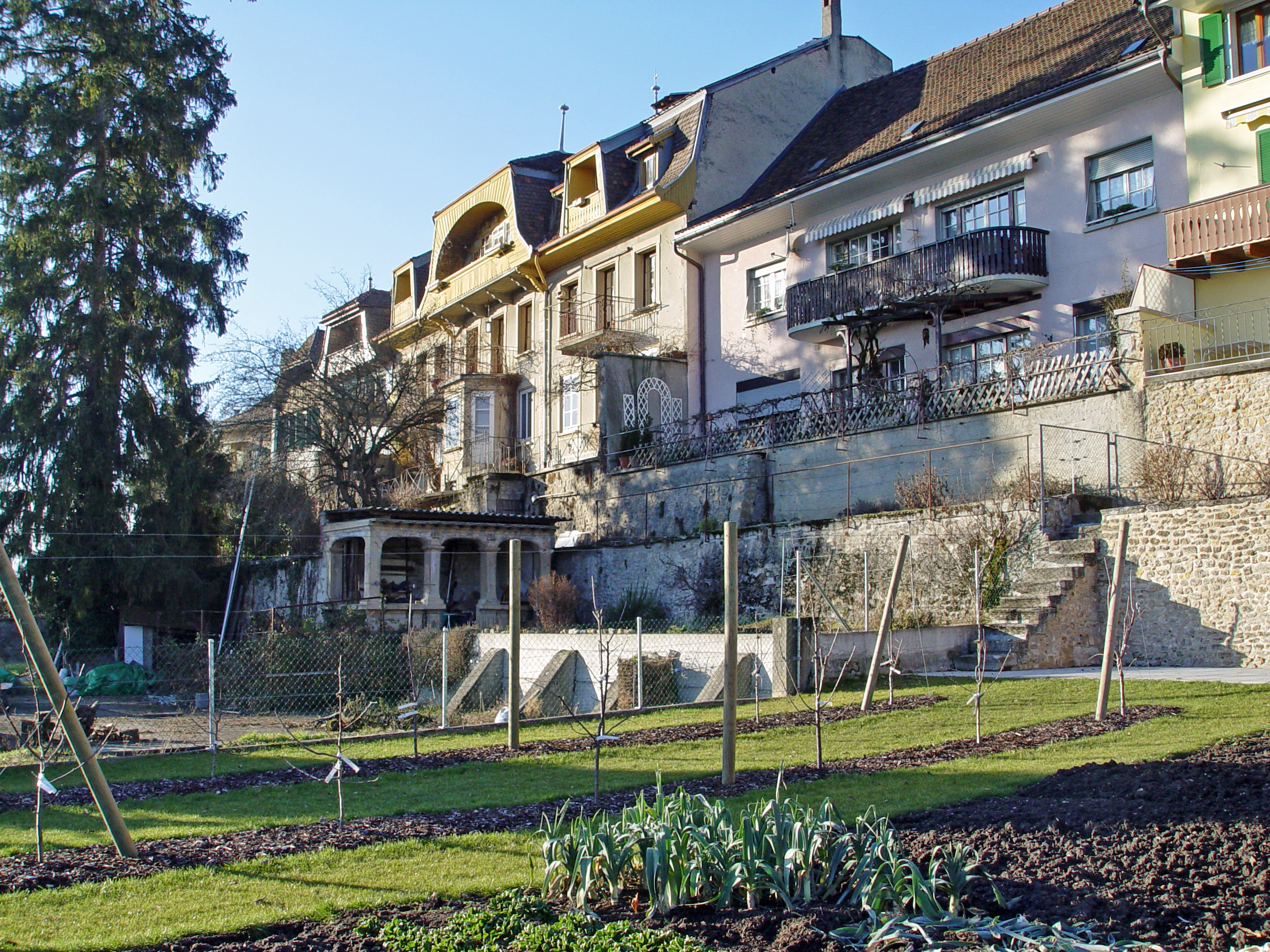
Casas "encostadas" às muralhas romanas